# Etapa de Resistencia de la Independencia de México
La tercera etapa o también etapa de resistencia fue una etapa en la independencia de México que inició tras la muerte de José María Morelos, que llevó a una decadencia de la lucha, ya que se contaba con escasos líderes, además de que estos no tenían suficientes conocimientos militares.
Los líderes que participaron en esta época están José Antonio Torres y Pedro Moreno, que tuvieron su punto de partida en Guanajuato. En Veracruz, se distinguieron Nicolás Bravo, Vicente Guerrero, Guadalupe Victoria, Francisco Xavier Mina, Nicolás Catalán y su esposa, Antonia Nava. 
Antes de esto, los españoles estaban cometiendo toda clase de «excesos», por lo que el rey de España, Fernando VII, mandó a destituir al entonces virrey, Félix María Calleja, y puso en su lugar a Juan José Ruiz de Apodaca ―quien había sido gobernador de Cuba―. Apodaca llegó a la Nueva España en 1816 e inició su gobierno exigiendo que todos los insurgentes arrestados se les fusilara sumariamente (como había ordenado su predecesor).
En 1812 se había firmado la Constitución de Cádiz, pero al ser derrocado José I y regresar el rey Fernando VII al poder en 1814, suprimió la Constitución y afirmó el absolutismo mediante el tratado de Valencia.
La táctica militar de los insurgentes había cambiado, pues en lugar de atacar prefirieron replegarse a los fuertes y organizar solamente la resistencia del movimiento insurgente.

## La lucha de Xavier Mina con los Realistas
Desde que el español independentista Xavier Mina partió de Tamaulipas hacia el interior del país comenzó a tener campañas victoriosas. Pero en agosto de 1817, en un viaje rumbo a San Luis de la Paz (en Guanajuato), a unos 12 km de la aldea de Comanja de Corona y a 20 km de la villa de León (en Guanajuato) él y sus hombres ―liderados por Pedro Moreno― fueron atacados por el mariscal español Pascual Liñán al mando de una fuerza de 2500 realistas y 14 cañones. Los mexicanos crearon el Fuerte del Sombrero y el 4 de agosto de 1817 presentaron batalla a los españoles y aparentemente los vencieron. Sin embargo, la lucha siguió hasta el 15 de agosto de 1817, en que tuvieron que huir del fuerte. Volvieron a pelear contra los españoles en El Bajío y en Los Altos de Jalisco.
Finalmente regresaron a refugiarse en el Fuerte del Sombrero. Los españoles volvieron a atacarlos,  los sitiaron durante dos meses. Sin alimentos, provisiones ni esperanza de recibir ayuda, los revolucionarios tuvieron que huir del fuerte.
El 27 de octubre de 1817, mientras los sobrevivientes huían, hicieron una parada en el rancho El Venadito, donde fueron atacados. En este combate murió Pedro Moreno, y fue degollado y su cabeza colgada de una pica. El coronel Orrantia apresó a Javier Mina. El 11 de noviembre de 1817, Javier Mina fue condenado a muerte y ejecutado.

## Decadencia
Otra vez el movimiento independentista comenzó a decaer; los centros insurgentes ―como la junta de Jaujilla (en Michoacán), que se disolvió en noviembre de 1819, y la de Palmillas (en Veracruz)― fueron dominados por los realistas. Otro tanto ocurrió con los jefes del movimiento como Rayón, Verduzco y Nicolás Bravo, que fueron apresados y condenados a cadena perpetua.
Mientras tanto, Vicente Guerrero comenzó su lucha en el sur de México.
- Datos: Q5849975